# 维尔纳茨基环形山
维尔纳茨基环形山（Vernadskiy）是位于月球背面的一座大撞击坑，形成年代不详，其名称取自俄罗斯/前苏联矿物学家和地球化学家，20世纪知名人士弗拉基米尔·伊万诺维奇·维尔纳茨基(1863年-1945年)，1970年被国际天文学联合会批准接受。

## 描述

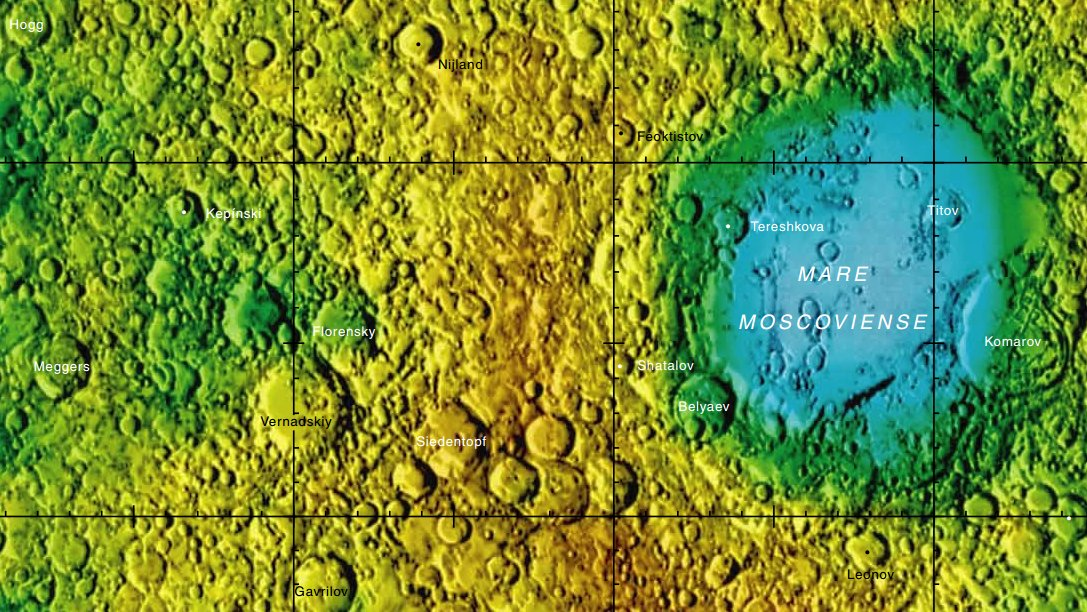
弗洛连斯基环形山的周边，月球背面区域详图。

该陨坑东北与弗洛连斯基环形山相接壤，东南偏东靠近略小的西登托普夫环形山、加夫里洛夫环形山位于它的南面、西侧和西北较远处分别坐落了梅格斯环形山及凯宾斯基陨石坑，往东面则是浩瀚的莫斯科海。该陨坑中心月面坐标为23°07′N 130°26′E / 23.11°N 130.43°E，直径91.97公里，深度约2.83公里。
维尔纳茨基环形山形成以来，经受到无数次的小陨石撞击轰击，其坑壁已磨损破裂、嶙峋不齐，沿东北侧外壁附靠了也已同样磨损的卫星坑"维尔纳茨基 B"。维尔纳茨基环形山坑壁较周边地形最大高出1430米，内部容积约有8000公里3。坑底表面散布有众多的小撞击坑，但地表大体较周边地形更平缓。

## 卫星陨石坑
按惯例，最靠近维尔纳茨基环形山的卫星坑将在月图上以字母标注在该坑的中心点旁。
| 维尔纳茨基 | 纬度    | 经度     | 直径    |
| ---------- | ------- | -------- | ------- |
| U          | 23.7° N | 126.5° E | 37 公里 |
| X          | 25.9° N | 129.0° E | 64 公里 |

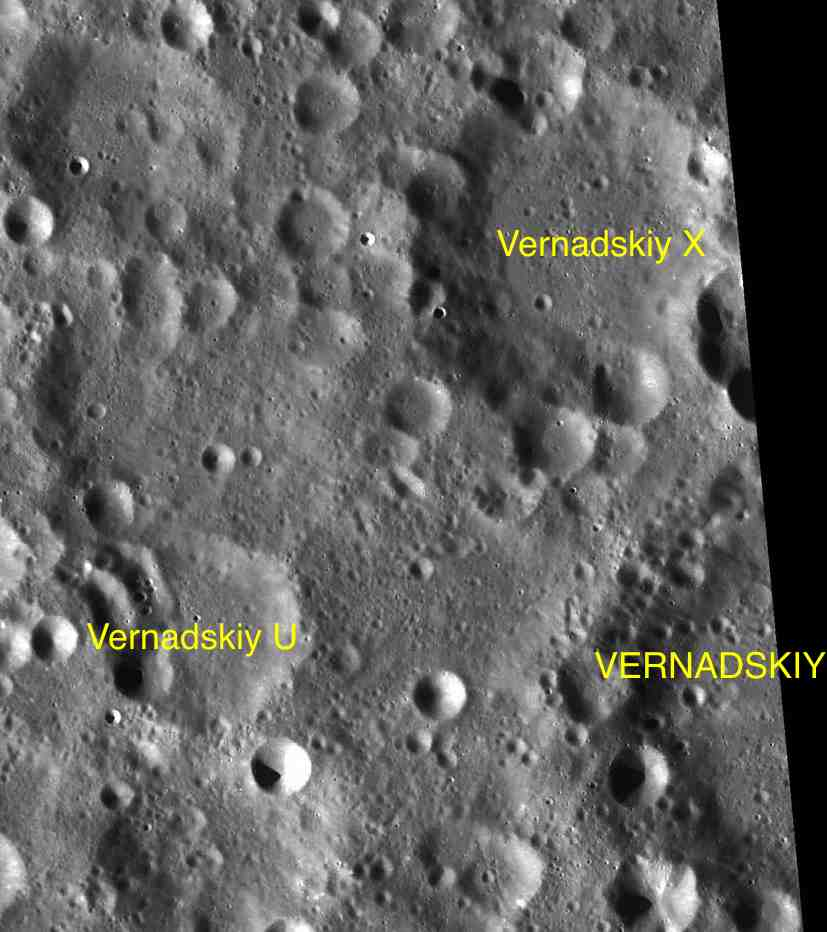
LAC-47 区域图

- 卫星坑"维尔纳茨基 B"于1985年被国际天文学联合会更名为弗洛连斯基环形山；
- 卫星坑"维尔纳茨基 K"约形成于前酒海纪[4]。

## 另请参阅
- Andersson, L. E.; Whitaker, E. A. . NASA RP-1097. 1982.
- Blue, Jennifer. . USGS. July 25, 2007  [2007-08-05]. （原始内容存档于2019-12-13）.
- Bussey, B.; Spudis, P. . New York: Cambridge University Press. 2004. ISBN 978-0-521-81528-4.
- Cocks, Elijah E.; Cocks, Josiah C. . Tudor Publishers. 1995. ISBN 978-0-936389-27-1.
- McDowell, Jonathan. . Jonathan's Space Report. July 15, 2007  [2007-10-24]. （原始内容存档于2019-06-21）.
- Menzel, D. H.; Minnaert, M.; Levin, B.; Dollfus, A.; Bell, B. . Space Science Reviews. 1971, 12 (2): 136–186. Bibcode:1971SSRv...12..136M. doi:10.1007/BF00171763.
- Moore, Patrick. . Sterling Publishing Co. 2001. ISBN 978-0-304-35469-6.
- Price, Fred W. . Cambridge University Press. 1988. ISBN 978-0-521-33500-3.
- Rükl, Antonín. . Kalmbach Books. 1990. ISBN 978-0-913135-17-4.
- Webb, Rev. T. W.  6th revised. Dover. 1962. ISBN 978-0-486-20917-3.
- Whitaker, Ewen A. . Cambridge University Press. 1999. ISBN 978-0-521-62248-6.
- Wlasuk, Peter T. . Springer. 2000. ISBN 978-1-85233-193-1.